# Spider Loc
Кёртис Норвелл Уильямс (англ. Curtis Norvell Williams) более известный как Spider Loc, подписал контракт на G-Unit Records, а также президент G-Unit West. Являлся участником уличной банды 97 East Coast Crips.

## Биография
Кертис Норвелл Уильямс (родился 21 января 1976 в Комптоне, Калифорния) более известный как Spider Loc (сценический псевдоним рэпера и актера), подписанный контракт к 50 Cent на G-Unit Records. Spider Loc сначала был Suge Knight на Death Row Records. Он появился на саундтреке Dysfunktional Family и на Kurupt Against tha Grain под именем «Spider», но никогда не подписывал соглашение.В сентябре 2004 Spider Loc встретил рэпера Young Buck`а в Атланте и выступил для него. Неделю спустя в Лос-Анджелесе. Young Buck представил его 50 Cent на видео "Shorty Want to Ride", и он прочитал ему фристайл. После четырёх месяцев рэпер подписал контракт со звукозаписывающей компанией G-Unit Records. Spider Loc с тех пор был на многих миктейпах G-Unit, также как "G-Unit Radio Part 18 - Rags to Riches" и также выпустил собственный mixtape на G-Unit West под названием "Bangadoshish" при участии Young Buck, Big Syke (из Thug Life), 50 Cent, и Olivia.
Spider Loc подписал на G-Unit Records в сентябре 2004. В сентябре 2007 он выпустил уличный альбом, "West Kept Secret: The Prequel" и в следующем июне выпустил альбом "Da 1 U Luv 2 Hate". В интервью с Spider Loc`ом выпущенный 27.03.2011 HipHopDX подтвердил, что с ним все ещё заключают контракт на G-Unit и не двигался на EMI. В 2011 Spider заявил, что G-Unit West вернулся и с недавним прибытием двигается Slim da Mobster.

## Дискография

### Альбомы
- 2007 — West Kept Secret: The Prequel
- 2008 — Da 1 U Love 2 Hate
- 2010 — B.A.Y.M.A.A.C.
- 2011 — The Graveyard Shift (with 40 Glocc & DJ Drama)

### Микстейпы
- 2005: Brainless: The Prequel
- 2005: G-Unit Radio: Part 18 - Rags 2 Riches (DJ Whoo Kid)
- 2006: Bangadoshish (DJ Whoo Kid)
- 2006: Bangadoshish 2 (DJ CRASH D with Papa Smurf)
- 2006: Southwest Influence (DJ Flipcyde)
- 2006: Connected (DJ Felli Fel)
- 2007: Paroled (The Official Movie Mixtape w/ DJ Crash D)
- 2007: Connected 2 (DJ Felli Fel & Nik Bean)
- 2007: Global Warning (DJ Woogie)
- 2007: Connected 3 (DJ Whoo Kid & DJ Crash D)
- 2008: The King Of R&B (Rapping & Banging) : Vol. 1 (DJ Crash D)
- 2008: Connected 4 (DJ Whoo Kid & Dj Crash D)
- 2008: The Best Of Spider Loc: Volume 1 (DJ Whoo Kid)
- 2008: Bangadoshish 3 (DJ Warrior & DJ Woogie)
- 2009: Connected 5 (DJ Whoo Kid & DJ Crash D)
- 2009: The King Of R&B (Rapping & Banging): Vol. 2 (DJ Nina 9 & DJ Crash D)
- 2009: Arachnophobia (Shadyville DJs)
- 2009: Land Of The Lost (DJ Crash D)
- 2009: We On Top (DJ Crash D)
- 2009: The King Of R&B : Vol. 3
- 2009: Reptible (Shadyville DJs)
- 2009: Connected 6 (DJ Whoo Kid& DJ Crash D)
- 2009: Jac´n 4 Beats (Hosted by Gangsta Granny & DJ Crash D)
- 2010: B.A.Y.M.A.A.C (DJ Crash D)
- 2011: @ All Costs (Coming Soon)

### DVDs
- 2005: Brainless: The Prequel (Directed by Marcus DJ Crash D Miller)
- 2006: Bangadosish (Directed by Marcus DJ Crash D Miller)
- 2011: Paroled (Directed by Sal Martino)

### В качестве гостя
- 2000: "Let's Ride" (Killa Tay feat. Revenge, D-Rome, Spade, Spider Loc & Young T) from Snake Eyes
- 2001: "Money, Power, Respect" (C-Bo & Brotha Lynch Hung feat. Spider Loc) from Blocc Movement
- 2005: "It Is What It Is" (Tony Yayo feat. Spider Loc) from Thoughts of a Predicate Felon
- 2005: "I Don't Know Officer" (50 Cent feat. Lloyd Banks, Prodigy, Spider Loc and Mase) from Get Rich or Die Tryin' film soundtrack
- 2005: "Bullshit & Nonsense" (Kurupt feat. Spider Loc & Eastwood) from Against tha Grain
- 2006: "Transferred" (Ras Kass feat. 40 Glocc & Spider Loc) from Eat or Die
- 2006: "Mr. Potato Head (The Game Diss) (Young Buck feat. Spider Loc) from Best in the Bizness (G-Unit Radio Part 17)
- 2006: "Life" (Lloyd Banks feat. Spider Loc & Marsha Ambrosius)  from Rotten Apple
- 2006: "Stop Bitchin" (Mr. Criminal feat. Spider Loc) from Stay on the Streets
- 2007: "They Don't Bother Me" (Young Buck feat. Murda Ma$e, Spider Loc & 50 Cent)  from They Don't Bother Me

### Фильмография
- 2004: Bank Brothers
- 2005: Bulletproof (Video Game) (Additional Voices)
- 2007: Paroled (CJ Tillman)
- 2007: Numb3rs (Prisoner #3)
- 2007: Weeds (Two-Strikes)
- 2007: Cold Case (Delonte)
- 2008: Shark (        er)
- 2009: Saving Grace (Marquis Smith)
- 2009: Doesn't Texas Ever End (Spyder)
- 2010: Boys on the Run
- 2010: Hollywont (Jasper)